# Aeródromo de Bagram

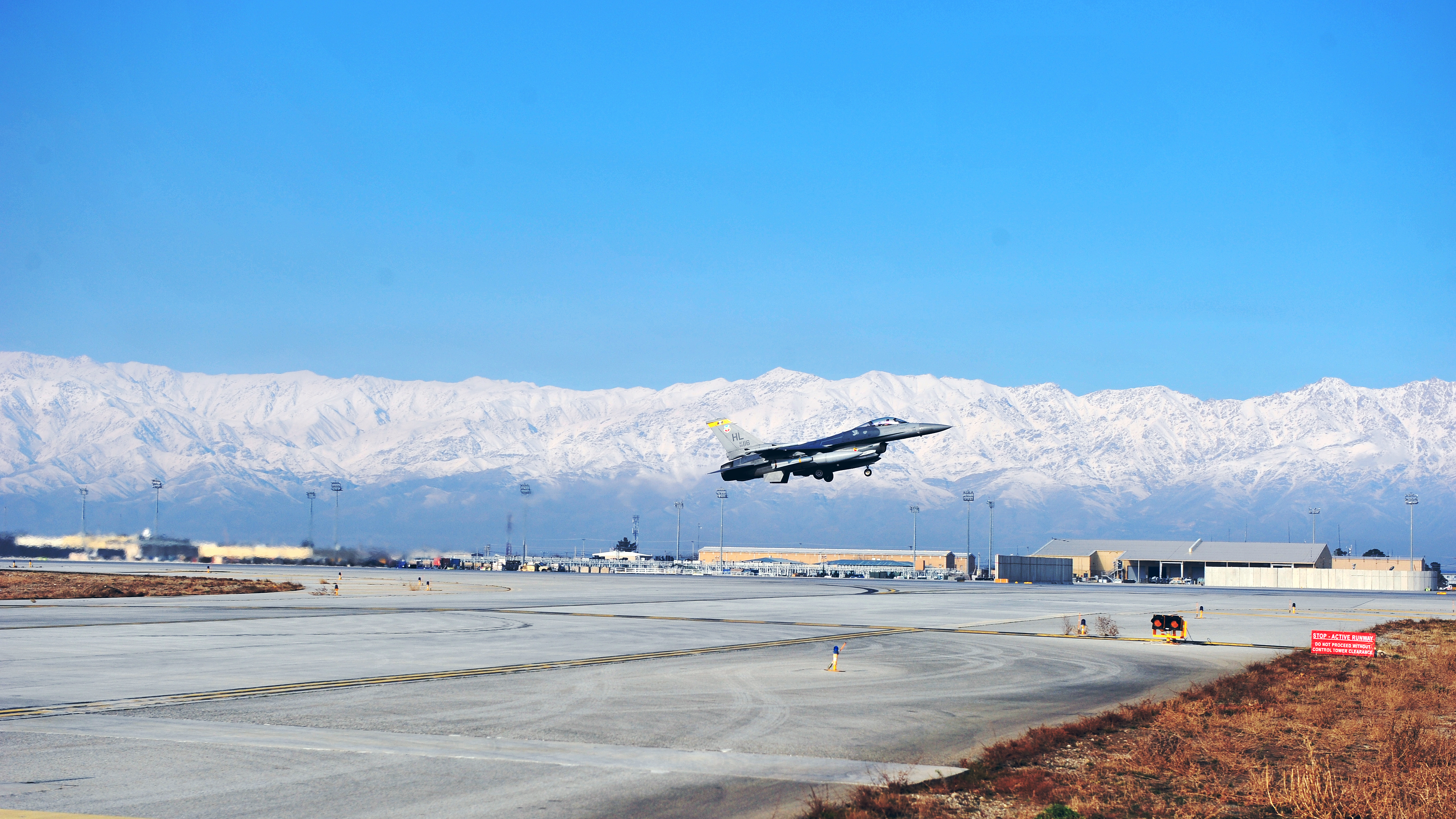
Um caça F-16 decolando da pista da Base Aérea de Bagram.

Aeródromo de Bragram também conhecido como Base Aérea de Bagram (IATA: OAI, ICAO: OAIX) é uma base aérea militar foi operada pelas Forças Armadas do Afeganistão. Anteriormente, foi a maior base dos militares dos Estados Unidos no território afegão, sendo um de seus principais centros operacionais. Está localizado próximo à antiga cidade de Bagram, cerca de 11 km a sudeste de Charikar, na província de Parwan. Sua única pista de pouso é capaz de suportar grandes aeronaves, incluindo os aviões cargueiros C-5 Galaxy e o An-225. Até o começo da década de 2020, era ocupada pelo 455ª Ala Expedicionária Aérea da força aérea dos Estados Unidos, junto com outras unidades da Coalizão internacional que rotacionavam anualmente por lá.
Em 2021, no âmbito do acordo de retiradas das forças americanas do Afeganistão, a Base Aérea de Bagram foi abandonada pelas tropas da Coalizão, com quase todo o equipamento, e entregue às forças afegãs.